# Orthotrichia constricta
Orthotrichia constricta är en nattsländeart som beskrevs av Wells 1990. Orthotrichia constricta ingår i släktet Orthotrichia och familjen smånattsländor. Inga underarter finns listade i Catalogue of Life.